# Léon Dufour

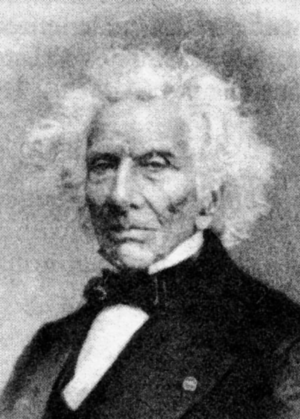
Léon Dufour

Jean-Marie Léon Dufour, Schreibweise auch Léon Jean Marie Dufour (* 10. April 1780 in Saint-Sever, Département Landes; † 18. April 1865 ebenda) war ein französischer Arzt und Naturforscher. Sein offizielles botanisches Autorenkürzel lautet „Dufour“.
Dufour studierte von 1799 bis 1806 Medizin in Paris und übersiedelte dann wieder nach Saint-Sever. Als Feldarzt nahm er zwischen 1808 und 1814 am Spanischen Unabhängigkeitskrieg teil. Nach Kriegsende zog er abermals an seinen Geburtsort zurück.
Zu seinen Lebzeiten publizierte er 232 Artikel über Arthropoden (davon 20 über Spinnen) und war Autor des käferkundlichen Werkes Recherches anatomiques sur les Carabiques et sur plusieurs autres Coléoptères (1824–1826, Paris). Nach ihm benannt ist die Dufoursche Drüse im Hinterleib von Stechimmen.
Am 26. April 1830 wurde er korrespondierendes Mitglied der Académie des sciences in Paris. Dufour zu Ehren erhielt die Gattung der Glanzbienen aus der Familie der Halictidae den Namen Dufourea.